# Ager Aketxe
Ager Aketxe Barrutia (ur. 30 grudnia 1993 w Bilbao) – hiszpański piłkarz występujący na pozycji pomocnika w SD Eibar. Wcześniej piłkarz m.in. Athletic Bilbao.